# Anita Blaze
Anita Blaze (* 29. Oktober 1991 in Les Abymes, Guadeloupe) ist eine französische Florettfechterin.

## Erfolge
Anita Blaze gab im März 2009 ihr internationales Debüt beim Weltcup in Turin. Sie sicherte sich 2012 ihre erste Medaillen bei Meisterschaften, als sie in Legnano mit der Mannschaft die Silbermedaille bei den Europameisterschaften gewann. Ein Jahr darauf wiederholte sie mit der Mannschaft in Zagreb zunächst diesen Erfolg, ehe 2015 in Montreux und 2018 in Novi Sad jeweils dritte Plätze folgten. 2019 in Düsseldorf und 2022 in Antalya wurde sie nochmals Vizeeuropameisterin mit der Mannschaft. Mit dieser wurde sie außerdem bereits 2013 in Budapest auch Vizeweltmeisterin. Die Weltmeisterschaften 2015 in Moskau, 2018 in Wuxi und 2022 in Kairo beendete sie in der Mannschaftskonkurrenz auf den Bronzerängen.
Ihr Olympiadebüt gab Blaze 2012 in London. Sie gehörte neben Astrid Guyart, Corinne Maîtrejean und Ysaora Thibus zum Aufgebot im Mannschaftswettbewerb und verpasste als Vierte knapp einen Medaillengewinn. Die Spiele 2016 in Rio de Janeiro konnte sie verletzungsbedingt nicht bestreiten. Bei den 2021 ausgetragenen Olympischen Spielen 2020 in Tokio war Blaze für zwei Wettbewerbe qualifiziert. Im Einzelwettbewerb schied sie nach einem 12:15 gegen die Kanadierin Jessica Guo bereits in der ersten Runde aus. In der Mannschaftskonkurrenz bildete sie mit Astrid Guyart, Pauline Ranvier und Ysaora Thibus ein Team. Mit 45:29 setzten sie sich in der Auftaktrunde gegen die kanadische Équipe durch und im Halbfinale mit 45:43 gegen die italienische Mannschaft. Im Finale trafen die Französinnen auf die unter dem Namen „ROC“ antretende russische Mannschaft, der sie mit 34:45 unterlagen und letztlich als Zweite die Silbermedaille erhielten.
Nach ihrem Medaillengewinn bei den Olympischen Spielen 2020 erhielt Blaze das Ritterkreuz des Ordre national du Mérite.